# プロテンレック
プロテンレック(Protenrec) は、新生代中新世前期のアフリカに生息した、トガリネズミに似た形態の小型哺乳類。哺乳綱・真獣下綱・アフリカトガリネズミ目（テンレック目）・テンレック科。最初期のテンレック類。

## 概要
頭胴長10数cmほどと推定されている。発見されたのは、頭骨及び下顎、それに付随する歯のみであった。臼歯は、上顎プロトコーン（食物をすり潰す為の円錐形突起の一つ）が発達しており、ザランドドント（Zalambdodont、ザ=The、ランダ=ラムダ、ドント=歯）とよばれる、V字型の畝を持つ狭い三角形であった。全体の形態としては、現生のポタモガーレに近いとされる。
初期のテンレック科の化石記録は、中新世のアフリカ以外からはほとんど見つかっていない。